# Ironman 70.3

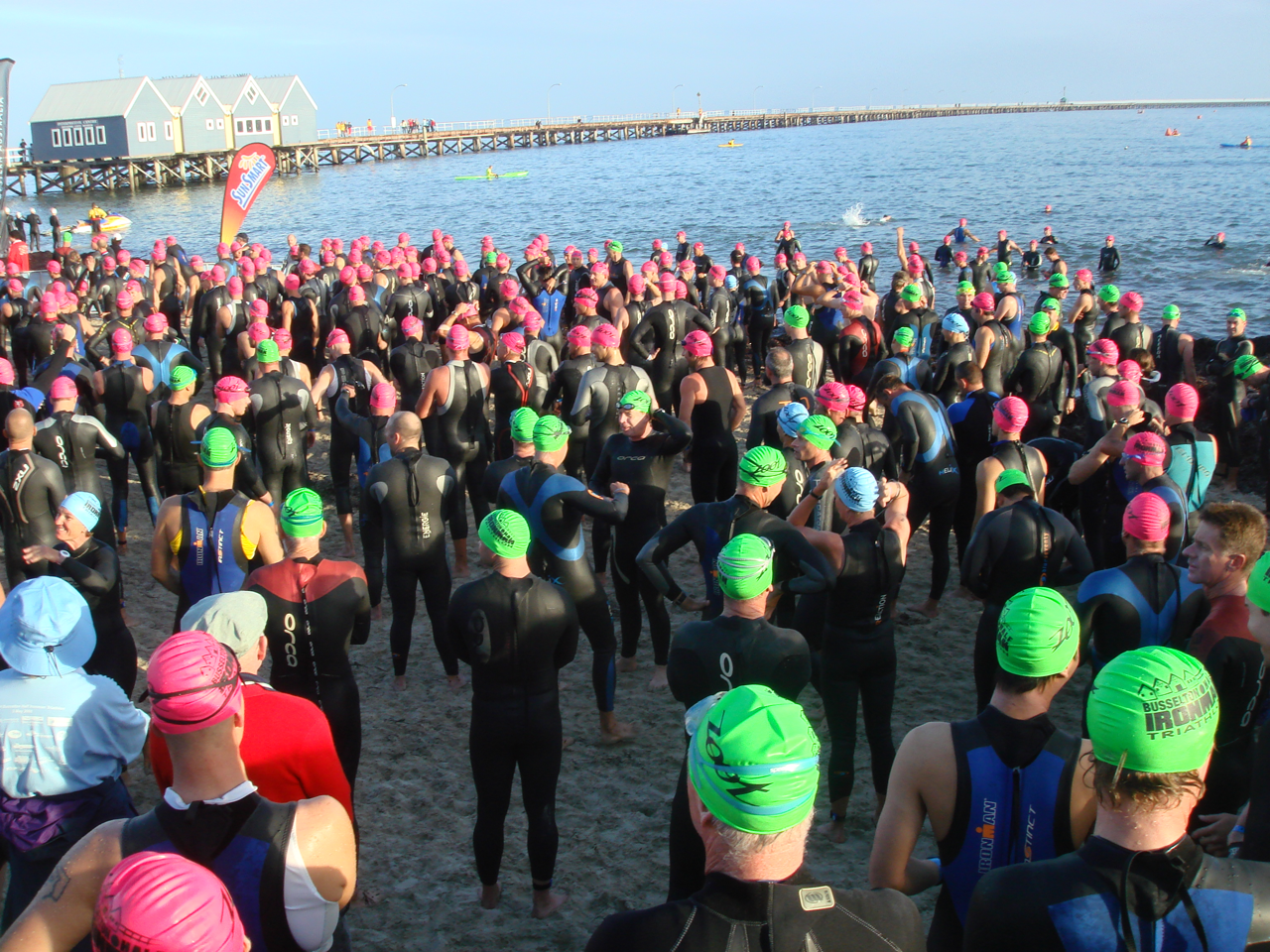
Ironman 70.3 in Busselton

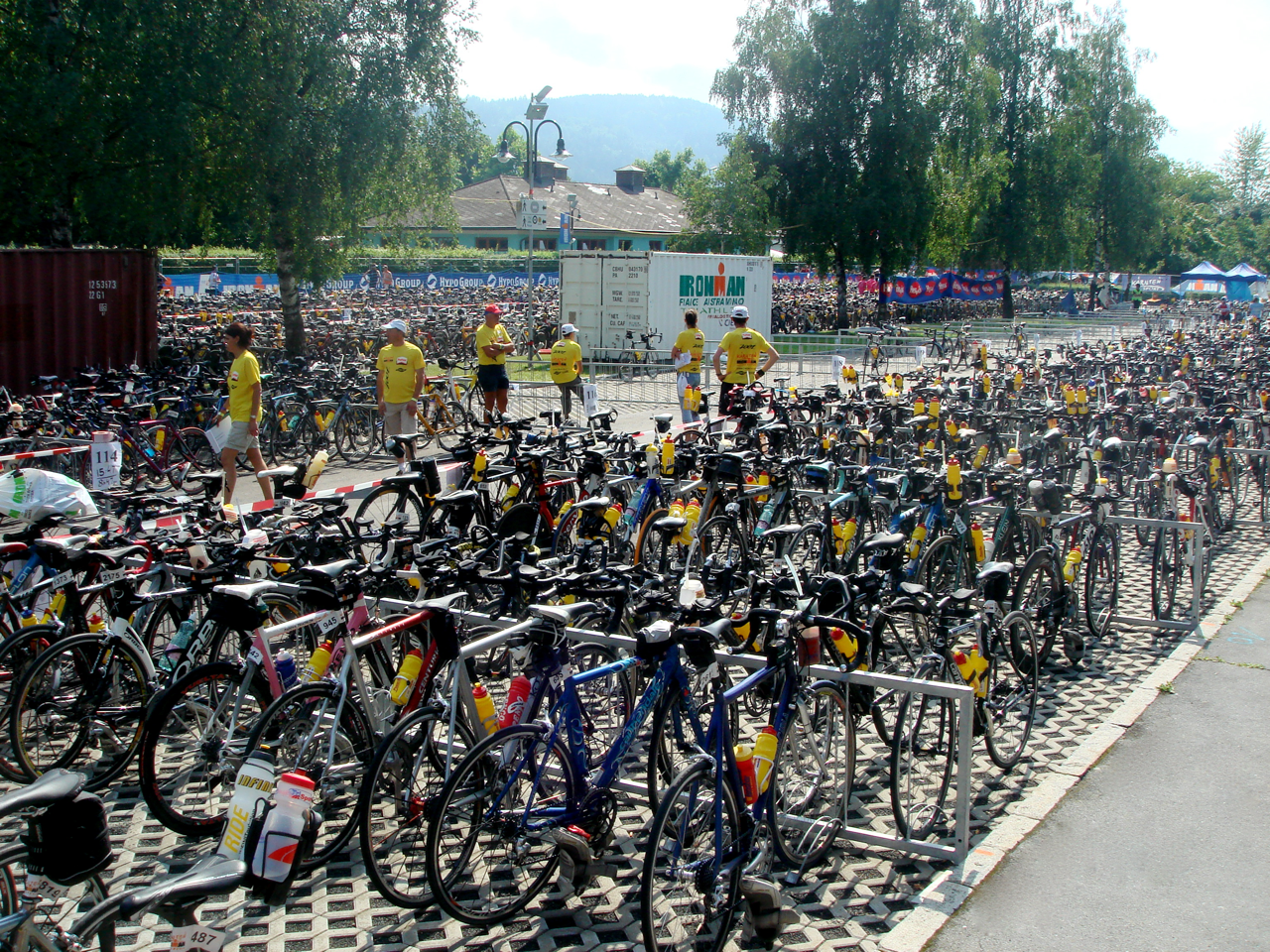
Transitiezone

De Ironman 70.3, ook bekend als een Halve Ironman, is triatlon over de halve afstand georganiseerd onder de merknaam Ironman van de World Triathlon Corporation. Zoals elke halve triatlon, bestaat het parcours uit een zwemtocht van 1,9 km, een fietstocht (niet-stayer) van 90 km en een hardloopwedstrijd over de halve marathon (21,1 km). Elk van deze afstanden is de helft van de afstand die afgelegd wordt op een Ironman. De naam is ontleend aan de totale afstand in mijlen die deze wedstrijd wordt afgelegd: zwemmen (1,2 mijl) + fietsen (56 mijl) + hardlopen (13.1) mijl. 

## Wereldkampioenschap
Het wereldkampioenschap triatlon op de Ironman 70.3 vond van 2006 tot en met 2010 jaarlijks plaats in Clearwater, Florida, Verenigde Staten. Hierna verplaatste het evenement zich naar Las Vegas. Sinds 2014 wordt de wedstrijd elk jaar op een andere locatie gehouden. Kwalificatie voor deze wedstrijd kan worden verkregen door hoog te eindigen bij verschillende andere Ironman 70.3-evenementen die in de twaalf maanden voor het Ironman World Championship 70.3 worden gehouden. Sommige van deze evenementen dienen ook als kwalificatie voor de Ironman Hawaï. 

### Medaillewinnaars
Mannen
| Jaar | Locatie                          | Goud                 | Zilver            | Brons             |
| ---- | -------------------------------- | -------------------- | ----------------- | ----------------- |
| 2006 | Clearwater, Florida, VS          | Craig Alexander      | Simon Lessing     | Richie Cunningham |
| 2007 | Clearwater, Florida, VS          | Andy Potts           | Oscar Galíndez    | Andrew Johns      |
| 2008 | Clearwater, Florida, VS          | Terenzo Bozzone      | Andreas Raelert   | Richie Cunningham |
| 2009 | Clearwater, Florida, VS          | Michael Raelert      | Daniel Fontana    | Matty Reed        |
| 2010 | Clearwater, Florida, VS          | Michael Raelert      | Filip Ospalý      | Timothy O'Donnell |
| 2011 | Henderson, Nevada, VS            | Craig Alexander      | Chris Lieto       | Jeff Symonds      |
| 2012 | Henderson, Nevada, VS            | Sebastian Kienle     | Craig Alexander   | Bevan Docherty    |
| 2013 | Henderson, Nevada, VS            | Sebastian Kienle     | Terenzo Bozzone   | Joe Gambles       |
| 2014 | Mont-Tremblant, Quebec, Canada   | Javier Gómez         | Jan Frodeno       | Tim Don           |
| 2015 | Zell am See-Kaprun, Oostenrijk   | Jan Frodeno          | Sebastian Kienle  | Javier Gómez      |
| 2016 | Mooloolaba, Australië            | Timothy Reed         | Sebastian Kienle  | Ruedi Wild        |
| 2017 | Chattanooga, Tennessee, VS       | Javier Gómez         | Ben Kanute        | Tim Don           |
| 2018 | Nelson Mandelabaai, Zuid-Afrika  | Jan Frodeno          | Alistair Brownlee | Javier Gómez      |
| 2019 | Nice, Alpes-Maritimes, Frankrijk | Gustav Iden          | Alistair Brownlee | Rodolphe Von Berg |
| 2021 | St. George, Utah, VS             | Gustav Iden          | Sam Long          | Daniel Baekkegard |
| 2022 | St. George, Utah, VS             | Kristian Blummenfelt | Ben Kanute        | Magnus Ditlev     |
| 2023 | Lahti, Finland                   | Rico Bogen           | Frederic Funk     | Jan Stratmann     |
| 2024 | Taupo, Nieuw-Zeeland             | Jelle Geens          | Hayden Wilde      | Léo Bergère       |

Vrouwen
| Jaar | Locatie                          | Goud                 | Zilver                  | Brons           |
| ---- | -------------------------------- | -------------------- | ----------------------- | --------------- |
| 2006 | Clearwater, Florida, VS          | Samantha McGlone     | Lisa Bentley            | Mirinda Carfrae |
| 2007 | Clearwater, Florida, VS          | Mirinda Carfrae      | Samantha McGlone        | Leanda Cave     |
| 2008 | Clearwater, Florida, VS          | Joanna Zeiger        | Mary Beth Ellis         | Becky Lavelle   |
| 2009 | Clearwater, Florida, VS          | Julie Dibens         | Mary Beth Ellis         | Magali Tisseyre |
| 2010 | Clearwater, Florida, VS          | Jodie Swallow        | Leanda Cave             | Magali Tisseyre |
| 2011 | Henderson, Nevada, VS            | Melissa Rollison     | Karin Thürig            | Linsey Corbin   |
| 2012 | Henderson, Nevada, VS            | Leanda Cave          | Kelly Handel Williamson | Heather Jackson |
| 2013 | Henderson, Nevada, VS            | Melissa Hausschildt  | Heather Jackson         | Annabel Luxford |
| 2014 | Mont-Tremblant, Quebec, Canada   | Daniela Ryf          | Jodie Swallow           | Heather Wurtele |
| 2015 | Zell am See-Kaprun, Oostenrijk   | Daniela Ryf          | Heather Wurtele         | Anja Beranek    |
| 2016 | Mooloolaba, Australië            | Holly Lawrence       | Melissa Hauschildt      | Heather Wurtele |
| 2017 | Chattanooga, Tennessee, VS       | Daniela Ryf          | Emma Pallant            | Laura Philipp   |
| 2018 | Nelson Mandelabaai, Zuid-Afrika  | Daniela Ryf          | Lucy Charles            | Anne Haug       |
| 2019 | Nice, Alpes-Maritimes, Frankrijk | Daniela Ryf          | Holly Lawrence          | Imogen Simmonds |
| 2021 | St. George, Utah, VS             | Lucy Charles-Barclay | Jeanni Metzler          | Taylor Knibb    |
| 2022 | St. George, Utah, VS             | Taylor Knibb         | Paula Findlay           | Emma Pallant    |
| 2023 | Lahti, Finland                   | Taylor Knibb         | Katrina Matthews        | Imogen Simmonds |
| 2024 | Taupo, Nieuw-Zeeland             | Taylor Knibb         | Katrina Matthews        | Ashleigh Gentle |

### Medaillespiegel
Bijgewerkt t/m 2021 
| Nr. | Land                | Goud | Zilver | Brons | Totale medailles |
| --- | ------------------- | ---- | ------ | ----- | ---------------- |
| 1   | Duitsland           | 6    | 4      | 3     | 13               |
| 2   | Australië           | 6    | 2      | 5     | 13               |
| 3   | Verenigd Koninkrijk | 5    | 8      | 4     | 17               |
| 4   | Zwitserland         | 5    | 1      | 2     | 8                |
| 5   | Verenigde Staten    | 2    | 7      | 7     | 16               |
| 6   | Spanje              | 2    | 0      | 2     | 4                |
| 7   | Noorwegen           | 2    | 0      | 0     | 2                |
| 8   | Canada              | 1    | 3      | 5     | 9                |
| 9   | Nieuw-Zeeland       | 1    | 1      | 1     | 3                |
| 10  | Argentinië          | 0    | 1      | 0     | 1                |
| 10  | Italië              | 0    | 1      | 0     | 1                |
| 10  | Tsjechië            | 0    | 1      | 0     | 1                |
| 10  | Zuid-Afrika         | 0    | 1      | 0     | 1                |
| 14  | Denemarken          | 0    | 0      | 1     | 1                |